# 印茶镇
印茶镇，是中华人民共和国广西壮族自治区百色市田东县下辖的一个乡镇级行政单位。

## 行政区划
印茶镇下辖以下地区：
印茶村、那板村、新建村、僚坤村、龙马村、龙贵村、百城村、立新村和巴麻村。